# Hit the Lights (canción de Metallica)
«Hit the Lights» es la primera canción del álbum debut del grupo estadounidense Metallica, título en cuestión fue Kill 'Em All. Esta fue la primera canción que James Hetfield y Lars Ulrich usaron cuando trabajaron en la formación del grupo.

## Apariciones
La primera aparición de «Hit the Lights» fue en el disco Metal Massacre, ya que el amigo de Lars Ulrich, Brian Slagel, había decidido montar el sello discográfico Metal Blade Records, para promocionar los nuevos sonidos que se gestaban en el oeste de los Estados Unidos y grabar una recopilación de grupos metaleros de Los Ángeles. Lars convenció a su amigo para que le reservara un lugar en el primer disco, pero no tenía un grupo para grabar una canción; entonces se contactó con James Hetfield quien junto con su amigo Ron McGovney estaban trabajando en un proyecto llamado Phantom Lord, y le ofreció grabar una canción con la condición de que él entrara al grupo. James acepta y le propone a Lars hacerle unos arreglos a la canción que aquel había creado con su anterior grupo Leather Charm, para grabarla en el álbum.
Ya con Lars en el grupo faltaba alguien que realizara el solo de guitarra, por lo que contactan a Lloyd Grant, quien después de grabar la canción es remplazado por Dave Mustaine.
Después la canción fue grabada en las siguientes maquetas: Hit the Lights (1982), Ron McGovney's '82 Garage Demo (1982), Power Metal (1982), No Life 'til Leather (1982), Metal Up Your Ass (1982) y finalmente en el álbum debut Kill 'Em All (1983).

## Letra
La letra de la canción habla sobre la euforia de estar en un concierto de heavy metal como uno de los mejores momentos de sus vidas, tanto por estar Metallica tocando, como por la locura de los fanes escuchando la música.

## Créditos
- James Hetfield: Voz y guitarra rítmica.
- Kirk Hammett: Guitarra líder.
- Cliff Burton: Bajo eléctrico.
- Lars Ulrich: Batería y percusión.

## Versiones
Esta canción fue interpretada por los siguientes grupos en sus siguientes álbumes.
| Grupo          | Álbum             |
| Ritual Carnage | Every Nerve Alive |
| Black Tide     | Light From Above  |

Y también fue interpretada por los siguientes grupos en álbumes tributo a Metallica.
| Grupo          | Álbum                                              |
| Krypl          | 10 Years After ... - ... A Tribute to Cliff Burton |
| Meldrom        | Metal Militia - A Tribute to Metallica III         |
| Sloppy Seconds | A Punk Tribute to Metallica                        |